# Circuito cittadino di Punta del Este
Il circuito cittadino di Punta del Este è un circuito cittadino situato nella città di Punta del Este, in Uruguay. È stato utilizzato dalle monoposto di Formula E a partire dalla prima stagione della categoria per l'E-Prix di Punta del Este. Dopo un'assenza nella terza stagione, è stato utilizzato anche nella stagione 2018, in sostituzione dell'annunciato E-Prix di San Paolo.

## Tracciato
Il tracciato si compone di 20 curve per un totale di 2.800 metri, e percorre il lungomare della città, soprannominata la Monte Carlo del Sud America. Il tracciato, ricavato da quello usato in precedenza per il campionato turismo argentino, è caratterizzato da un layout molto sinuoso e allungato, ed è una sfida a livello tecnico visto che propone un'ampia gamma di varianti, inframezzate da sezioni ad alta velocità.

## Modifiche
Per la seconda edizione il circuito è stato leggermente modificato, cambiando la direzione della prima chicane (da destra-sinistra, a sinistra-destra), per creare una maggiore sicurezza nell'uscita dai box rispetto alla prima stagione, in cui chi usciva dagli stessi si trovava nella traiettoria di gara. Questa modifica ha portato la lunghezza del circuito a 2.785 metri.